# Кей 39
„Пиер 39“ (на английски: Pier 39) е търговски център и популярна туристическа атракция на кея в Сан Франциско, Калифорния. Открит е на 4 октомври 1978 година.
Намира се близо до Фишерманс Уорф, Китайския квартал Ембаркадеро и Норт Бийч. От там могат да се видят Ангелските острови, Алкатрас, мостът Голдън Гейт.
Има 110 магазина, 12 ресторанта с изглед към залива, видео магазини, улични спектакли и други, център за морски бозайници. Аквариумът на Залива е сред туристическите атракции на Сан Франциско и също се намира на „Пиер 39“. Там могат да се видят калифорнийски морски лъвове.